# Oby

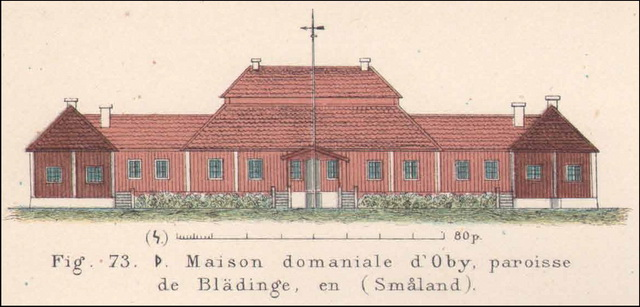
Oby säteri på 1800-talet.

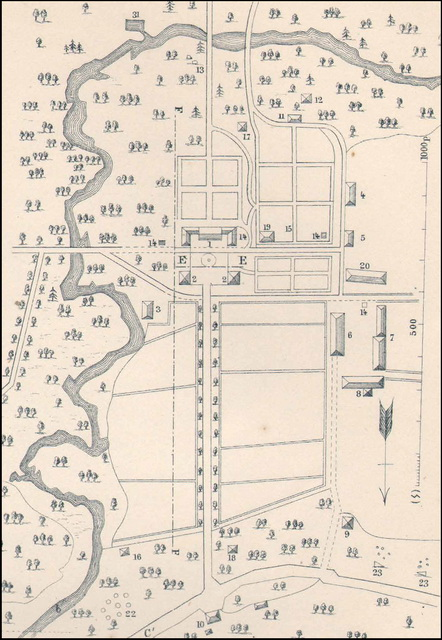
Karta över säteriet från 1877.

Oby var en by och säteri i Blädinge socken, Alvesta kommun, Kronobergs län, Småland. 

## Historia
Oby omnämns tidigast 1272, och uppges enligt Blendasägnen vara en av de platser där danskarna blev slagna av den tappra småländska kvinnohären under Blenda. Under 1500-talet bestod Oby av sju frälsehemman. Byn brändes under Kalmarkriget 1612 av en dansk här.
Gården, som var belägen vid landsvägen från Alvestas gamla gästgivaregård till Gottåsa, mellan två sjöar, tillhörde på 1600-talet släkten Rosenbjelke, kapten Johan Bordon år 1697; av övriga ägare kan nämnas generallöjtnant Johan Stenflycht 1754, riksrådet greve Henning Adolf Gyllenborg, kommerserådet och professorn Elof Steuch, som dog här 1772 och slöt sin adliga ättegren; greve Carl Gustaf Mörner; krigspresidenten, baron Bror Cederström nämnes som ägare 1811-14, varefter baron Conrad Fredrik Christoffer von Blixen-Finecke var ägare till 1820, då han flyttade till Dallund på Fyn. 1820 ägdes gården av majoren, baron Ture Gabriel Gyllenkrook (1787-1865). 
Godsen eldhärjades i mars 1888, och huvudbyggnaden brann ner till grunden, och återuppbyggdes aldrig.